# Eberhard von Regensberg

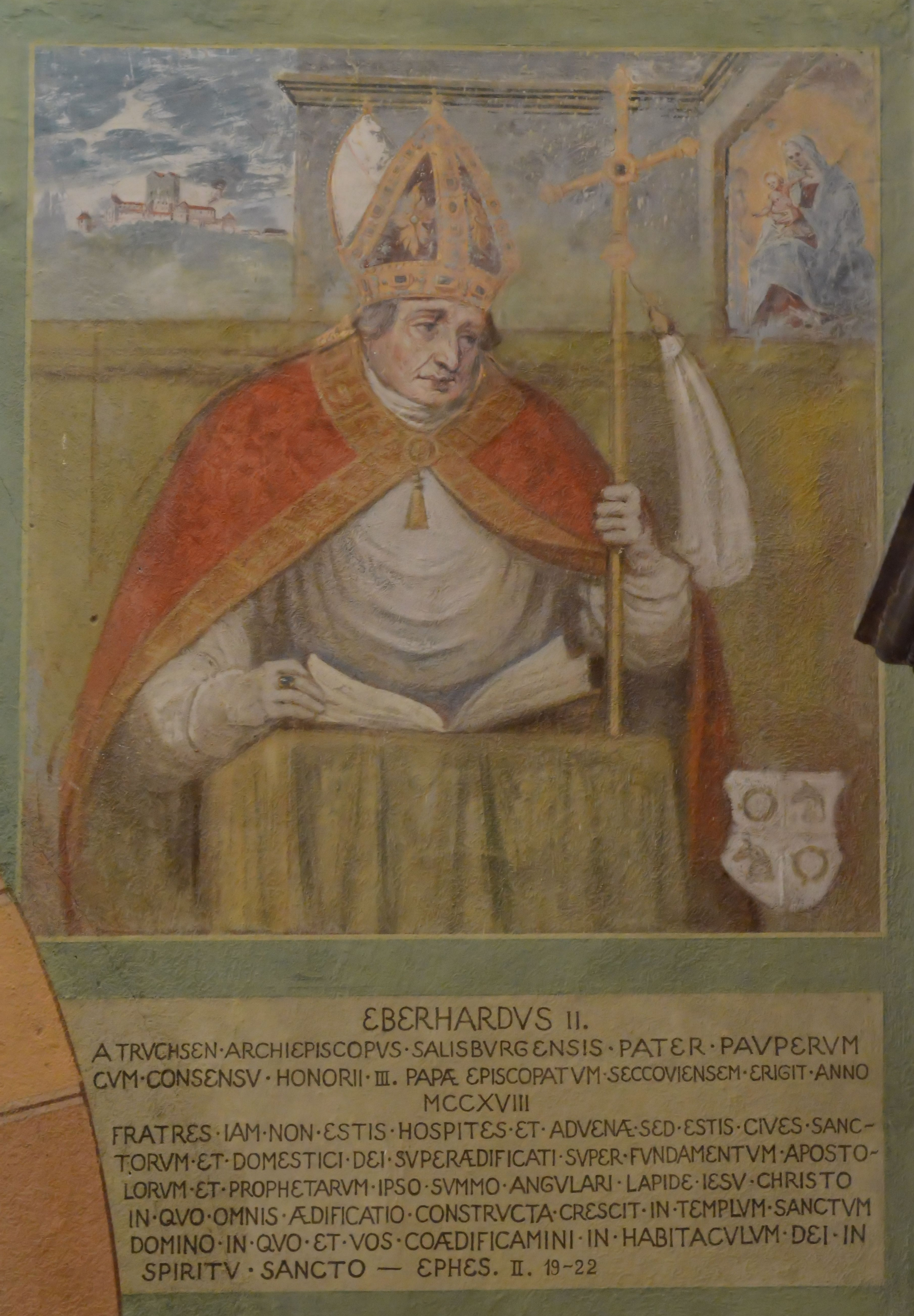
Halbfigurporträt Erzbischof Eberhards II. von Salzburg, Bischofskapelle, Basilika Seckau, Steiermark (Darstellung um 1595)

Eberhard von Regensberg (* um 1170; † 1. Dezember 1246 in Friesach) war als Eberhard II. derjenige Erzbischof von Salzburg mit der bisher längsten Regentschaft. Wegen seiner außergewöhnlichen Leistungen wird er als Pater patriae des  Landes Salzburg bezeichnet.

## Leben
Eberhard wurde als Sohn des edelfreien Luitold II. von Regensberg aus dem Geschlecht der Freiherren von Regensberg geboren. Seine Mutter stammte aus dem Geschlecht der Freiherren von Vaz. Sein Onkel Diethelm von Krenkingen, Bischof von Konstanz, berief ihn in das Konstanzer Domkapitel und hat wohl auch die Wahl von Eberhard zum Bischof von Brixen (Sedenzzeit 1196/98–1200) gefördert. Seine Wahl zum Erzbischof von Salzburg erkannte Papst Innozenz III. zuerst nicht an, da er dem kritischen Mann misstraute. Nach einer erneuten Wahl dieses Kirchenmannes zum Erzbischof fuhr Eberhard selbst nach Rom und konnte dort doch „mit viel Mühe und Schweiß“ seine Anerkennung samt der Verleihung des Palliums erreichen. Dabei musste sich wohl Eberhard verpflichten, im Thronstreit des deutsch-römischen Reiches die Partei des Papstes zu ergreifen, der Otto IV. zum König erklärt wissen wollte. Aber schon im September 1201 war Eberhard beim gewählten König Philipp, der dem Salzburger Erzstift für seine Treue die Reichsabteien Frauenchiemsee und Seeon schenkte. In der Folge verhielt sich Eberhard im Streit Ottos und Philipps um die Königswürde weiterhin betont diplomatisch und letztlich neutral. Die ausdrückliche Unterstützung Ottos unterließ der Erzbischof trotz mehrmaliger Ermahnungen, worauf Otto in einem Gewaltstreich Eberhard gefangen setzte und erst frei ließ, nachdem dieser sich schriftlich und durch Eid verpflichtet hatte, dem Kaiser Treue und Gehorsam gegen jedermann zu leisten. Dieser Gewaltakt des jähzornigen Königs gegen einen sehr angesehenen Kirchenmann hat dem König und dessen Ansehen am Ende aber nicht geholfen. Eberhard verhielt sich in der Folge weiterhin diplomatisch neutral. Der nach einer Revolte gegen den gebannten Kaiser Otto von etlichen Reichsfürsten und mit Unterstützung von Innozenz III. gewählte Staufer Friedrich II. bedankte sich beim Erzbischof mit der Schenkung der reichseigenen Güter im Lungau und bestätigte die Rechte des Erzbischofs über das Bistum Gurk und die Errichtung eines eigenen Bistums nächst der Abtei Frauenchiemsee. 1214 bestätigte er zudem die erzbischöflichen Rechte über das Bistum Seckau. Das Bistum Chiemsee sollte nun seinen Sitz in Herrenchiemsee erhalten.
Der Beauftragte des Papstes Albert Behaim exkommunizierte damals in eher grotesker Weise zahlreiche Kirchenführer und Fürsten in Deutschland, weil diese die Exkommunikation des römisch-deutschen Kaisers seiner Meinung nach nicht oder nicht ausreichend kundmachen wollten, erreichte damit aber nur Unverständnis und allgemeine Verunsicherung.
Der sonst stets besonnene greise Eberhard verlor angesichts der Eskapaden des päpstlichen Agenten die Beherrschung, trat die Exkommunikationsurkunde, die ihm während der feierlichen Priesterweihe im Dom überbracht worden war, demonstrativ mit Füßen und ohrfeigte den Überbringer. Eberhard ließ zudem die Gebirgspässe für Alberts Beauftragte sperren, um eine Zustellung seiner Urkunden zu erschweren, worauf Albert Kinder und alte Frauen als heimliche Briefträger beauftragen musste.
Der Leichnam dieses großen Kirchenfürsten und Staatsmannes, der im Kirchenbann gestorben war, durfte daher nicht beerdigt werden, und musste 42 Jahre unbestattet über dem Gewölbe der Kirche von Radstadt (der heutigen Altenmarkter Kirche) liegen. Wegen seines Bannes fand sich auch kein zeitgenössischer Chronist, der eine gesammelte und umfassende Würdigung niedergeschrieben hätte. Erst als Papst Nikolaus IV. den Bann aufhob, wurde Eberhard von Regensberg 1288 im Salzburger Dom beigesetzt.

## Leistungen als Landesherr
Eberhard konnte seinem Land den Frieden sichern und einen kulturellen und materiellen Aufschwung in seinem Land herbeiführen, dies wiegt umso mehr, als seine Regentschaftszeit im Kampf zwischen Kaiser und Papst äußerst schwierig war: Der hohe Grad an wirtschaftlichem und kulturellem Wohlstand konnte nach diesem Herrscher für drei Jahrhunderte nicht mehr erreicht werden. In seine Zeit fallen die Erwerbungen des Oberpinzgaues 1228, der Grafschaft Lebenau 1230, und des Lungaues 1246. Er förderte dabei den Fernhandel und sorgte für die Sicherheit der Handelswege. Die wichtigsten Handelsplätze erhob Eberhard zu Städten oder baute solche aus, die Städte Mühldorf, Pettau, Hallein und Laufen entwickelten sich unter seiner Regentschaft zu wichtigen Reichsstädten. In den Besitzungen im Raum Niederösterreich erhob er Traismauer, weiters St. Andrä und Rann an der Save zu Märkten. Die Münzprägung in Friesach erlebte unter Eberhard ihren Höhepunkt.
Auch Katastrophen konnten an dem landesweiten Wohlstand nichts ändern: Damals wurde der Lungau von einem starken Erdbeben heimgesucht, das in mehreren sich über mehr als ein Jahr hinziehenden Einzelbeben unter anderem die Burg Katsch zum Einsturz brachte und die Bewohner der Burg unter sich begrub. Die Stadt Salzburg brannte unter seiner Regentschaft zweimal hintereinander weitgehend ab.

## Leistungen als Politiker des Reiches
Eberhard von Regensberg zählt zu den größten und fähigsten Erzbischöfen Salzburgs. Er hat in seiner außergewöhnlich langen Regentschaft von 46 Jahren in einer sehr bewegten Zeit mit klarem und zielbewusstem politischen Konzept wie kaum ein anderer Salzburger Landesherr die Politik Europas seiner Zeit maßgeblich mitbestimmt.

## Leistungen als Erzbischof
Eberhard erwarb sich bei der Kirchenorganisation und der Klosterreform besondere Verdienste. Zu seinen Leistungen zählen auch die Gründung der drei Eigenbistümer Chiemsee, Seckau und Lavant. In dem von Papst Gregor IX. angeordneten verstärkten Kampf gegen die Ketzer im Wege über die Inquisition verhielt sich Eberhard trotz Ermahnungen des Papstes betont milde. (Die Mörder des fanatischen Inquisitors Konrad von Marburg, dessen Treiben weitum Entsetzen hervorgerufen hatte, sprach aber auch der Papst gegen das Gelöbnis der Teilnahme am Kreuzzug frei.)